# 여러분 (노래)
윤복희의 대표곡 《여러분》은 가수이자 작곡가이던 윤항기가 여동생 윤복희를 위해 작곡한 노래로 알려져 있으며 1979년 제3회 서울 국제가요제에서 대상을 수상한 노래이다.
임재범, 이선희, 에일리, 그리고 소향 및 K팝스타 5의 유제이 등 독특한 개성들을 가진 많은 가수들이 이 노래를 리메이크하여 애창하였다. 영어 가사와 한국어 가사가 모두 들어간 형식으로 작사한 것이 특징이다.

## 원곡 및 리메이크
유튜브에 올라와 있는 곡들
- 여러분 (윤복희 1979)
- 여러분 (이선희 1988)
- 여러분 (윤복희 1991)
- 여러분 (임재범 2011)
- 여러분 (윤항기 2014)
- 여러분 (에일리 2014)
- 여러분 (소향 2015)
- 여러분 (유제이 2016)

## 같이 보기
- k-pop